# 米粒组织

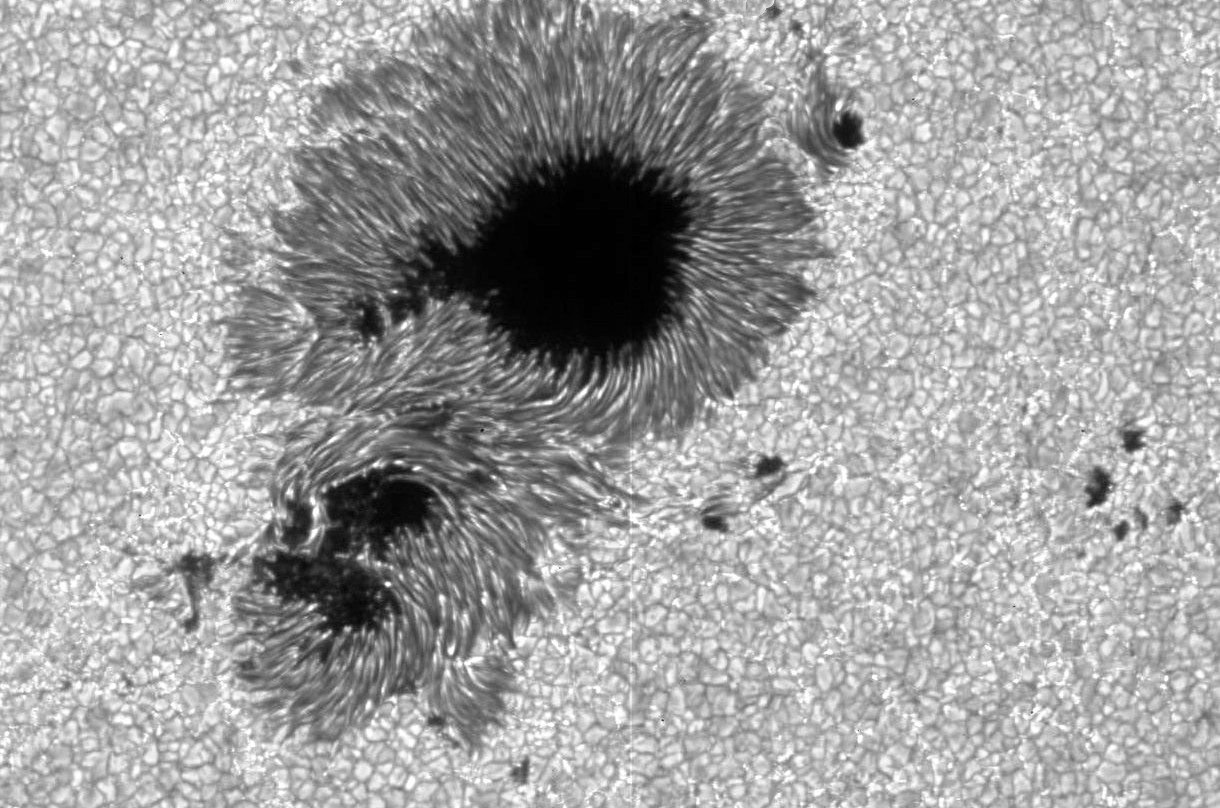
太陽表面的太陽黑子和周圍的詳細視圖。 密集的細胞模式（與太陽黑子無關）是"米粒組織"；單獨的細胞是"米粒"。

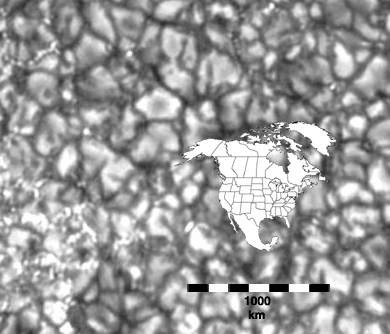
更仔細觀察的米粒組織，置入北美洲的模型作為尺寸的比較。比例尺的每一單位長度是1,000公里。

米粒組織（英語：granulation）是太陽光球面的顆粒狀的斑駁外觀。是由太陽的對流層浮升至光球表面的電漿 熱柱（貝納德穴流）造成的現象。因為看似許多米粒（英語：granule）遍布在 太陽表面而得名。
米粒的上升部分位於電漿較熱的中心，米粒的外緣是較冷的電漿下沉，所以顯得較暗。所謂的較冷和較暗是與更熱和更亮的電漿嚴格比較的相對結果。因為亮度與溫度的4次方成正比，所以極小的熱量損失也會造成明顯的光度對比；這些較冷和較暗的電漿依然比一般的熱源更熱，也明亮得多。除了可見的外觀，對流運動和都卜勒頻移的測量也提供個別米粒對流性質的證據。
一顆典型的米粒直徑大約在1,500公里，在消失前會存在8至20分鐘。在任何時間，太陽的表面都有大約400萬顆米粒。在光球層內的下方是一層直徑達到30,000公里，壽命可長達24小時的超米粒組織。
- 米粒
- 太阳黑子
- 光球
- 色球
- 對流層
- 輻射層
- 差旋層
- 核心
- 日冕
- 閃焰
- 日珥
- 太阳风